# Чулков, Евгений Валерьевич
Евгений Валерьевич Чулков (Пустой шаблон {{ВД-Преамбула}} ) — российский хоккеист, нападающий.

## Биография
Воспитанник саратовского «Кристалла». Играл за команды «Химик» Энгельс (1993/94 — 1996/97), «Кристалл» (1994/95 — 1997/98, 2003/04 — 2006/07), «Кристалл-2» (1997/98, 2003/04, 2006/07), «Нефтяник» Альметьевск (1998/99), «Лион» (Франция, 1999/2000), «Дизелист» Пенза (2000/01), «Эт-По-72» (Финляндия, 2001/02).